# Wydział Teologiczny Uniwersytetu Szczecińskiego
Wydział Teologiczny Uniwersytetu Szczecińskiego – jeden z siedmiu wydziałów Uniwersytetu Szczecińskiego.

## Historia
Wydział powstał w 2003 roku, wskutek Uchwały Senatu US z dnia 24 kwietnia tego samego roku.

## Kierunki kształcenia
Dostępne kierunki:
- Familiologia (studia I i II stopnia)
- Teologia (studia jednolite magisterskie)

## Poczet dziekanów
1. ks. dr hab. Zdzisław Kroplewski (2003–2012)
2. ks. prof. dr hab. Henryk Wejman (2012–2015)
3. ks. dr hab. Kazimierz Dullak (2015–2019)
4. ks. dr hab. Grzegorz Chojnacki (od 2019)

## Władze Wydziału
W kadencji 2020–2024:
| Stanowisko                             | Imię i nazwisko                         |
| -------------------------------------- | --------------------------------------- |
| Wielki Kanclerz                        | ks. abp dr hab. Andrzej Dzięga          |
| Dziekan                                | ks. dr hab. Grzegorz Chojnacki prof. US |
| Prodziekan ds. Studenckich             | ks. dr Radosław Mazur                   |
| Przewodniczący Rady Naukowej Instytutu | ks. dr hab. Andrzej Draguła prof. US    |

## Instytuty współpracujące

### Instytut Nauk Teologicznych
Dyrektor: ks. dr hab. Grzegorz Chojnacki prof. US
- Katedra Teologii Biblijnej i Historii Kościoła
- Katedra Teologii Systematycznej
- Katedra Teologii Praktycznej

## Znani profesorowie
- ks. prof. dr hab. Janusz Bujak
- ks. dr hab. Grzegorz Chojnacki prof. US
- ks. dr hab. Andrzej Draguła prof. US
- ks. prof. dr hab. Janusz Lemański
- bp prof. dr hab. Henryk Wejman

## Zasłużeni zmarli profesorowie
- ks. prof. dr hab. Jan Flis (1945–2016)[6]
- ks. prof. dr hab. Edward Sienkiewicz (1962-2020)[7]
- ks. dr hab. Jan Radkiewicz (1952-2021)[8]